# Pygoctenucha
Pygoctenucha é um gênero de traça pertencente à família Arctiidae.